# Aldyn Wint
Aldyn Wint (nascido em 19 de setembro de 1958) é um ex-ciclista caimanês.

## Carreira olímpica
Wint representou as Ilhas Cayman em dois eventos durante os Jogos Olímpicos de Verão de 1984.